# Yo-yo

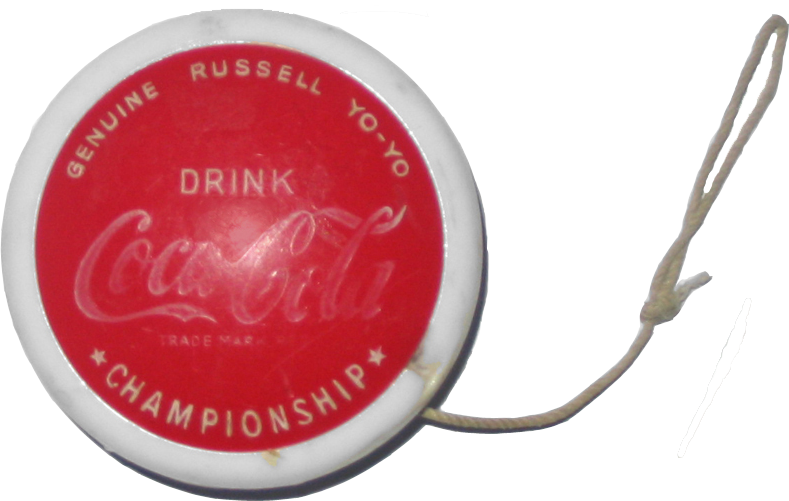
Con yo-yo

Yo-yo là một đồ chơi phổ biến được cấu tạo bao gồm một sợi dây buộc một đầu vào một cuộn chỉ dẹt, đầu còn lại là một nút thòng lọng không siết hoàn toàn. Yo yo được chơi bằng cách giữ đầu tự do của dây (thường là dùng một ngón tay xỏ vào nút thắt) và kéo sao cho cuộn chỉ đong đưa trong không trung và cuốn vào hay thả (có thể gọi là nhả) sợi dây ra. Trò chơi này trở nên phổ biến lần đầu tiên vào thập niên 1920, và cho đến nay nó vẫn là thú tiêu khiển ưa thích không chỉ của trẻ em mà có cả người lớn, mặc dù ban đầu đây là một trò chơi của trẻ em.
Trong cách chơi đơn giản nhất, con yo-yo được buộc vào trục bằng tay. Khi chơi, yo-yo được thả xuống dọc theo sợi dây và theo Quán tính lại cuốn sợi dây lên.
Yo-yo còn là bộ môn được tổ chức thi quốc tế. Cuộc thi Yo-Yo Thế giới (World Yo-Yo Contest) là cuộc thi yo-yo đỉnh cao của vòng đua cạnh tranh trên toàn thế giới và được coi là cuộc thi yo-yo uy tín nhất trên thế giới. Người chiến thắng trong cuộc thi này ở bất kỳ hạng mục nào trong số sáu hạng mục vô địch được coi là Nhà vô địch Yo-Yo Thế giới; Cuộc thi Yo-Yo Thế giới là sự kiện duy nhất để trao một danh hiệu như vậy. Cuộc thi thu hút các thí sinh từ khắp nơi trên thế giới và số lượng khán giả ngày càng đông đảo. Cuộc thi hàng năm hiện được điều hành bởi Liên đoàn Yo-Yo Quốc tế (IYYF) và tổ chức quốc gia của nước chủ nhà mỗi năm.